# Fargesia funiushanensis
Fargesia funiushanensis är en gräsart som beskrevs av Tong Pei Yi. Fargesia funiushanensis ingår i släktet bergbambusläktet, och familjen gräs. Inga underarter finns listade i Catalogue of Life.